# بارانیلو
بارانیلو (به ایتالیایی: Baranello) یک کومونه در ایتالیا است که در استان کامپوباسو واقع شده‌است.

## خصوصیات
بارانیلو ۲۴٫۸ کیلومترمربع مساحت و ۲٬۷۱۵ نفر جمعیت دارد.